# Artur Avila
Artur Avila Cordeiro de Melo (Rio de Janeiro, 29 giugno 1979) è un matematico brasiliano naturalizzato francese.
Conosciuto per i suoi contributi riguardanti i sistemi dinamici e la teoria spettrale, ha ricevuto la medaglia Fields nel 2014.

## Biografia
Artur Ávila nasce a Rio de Janeiro il 29 giugno 1979. Nel 1995 vince una medaglia d'oro alle Olimpiadi Internazionali della Matematica per il Brasile. Compie i suoi studi in Brasile per poi trasferirsi a Parigi nel 2001 dove è direttore di ricerca CNRS dall'età di 29 anni all'Institut de mathématiques de Jussieu-Paris Rive Gauche. Nel 2013 viene naturalizzato francese e divide il suo tempo tra Parigi e l'Instituto Nacional de Matemática Pura e Aplicada di Rio de Janeiro.